# Macrocentrus albitarsis
Macrocentrus albitarsis är en stekelart som beskrevs av Granger 1949. Macrocentrus albitarsis ingår i släktet Macrocentrus och familjen bracksteklar. Inga underarter finns listade i Catalogue of Life.